# 斯蒂基斯霍爾米
斯蒂基斯霍爾米（冰島語發音：[ˈstɪʰcɪsˌhoulmʏr̥]）是冰岛西部区的市镇。位於該國西北部斯奈山半島以北。市镇面积为11平方公里，2021年时人口数量为1,196人。每年平均降雨量691毫米，是服務業和商業的中心。